# 马恩河畔巴莱姆
马恩河畔巴莱姆（法語：Balesmes-sur-Marne，法語發音：[balɛm syʁ maʁn]）是法国上马恩省的一个旧市镇，属于朗格勒区。2016年，马恩河畔巴莱姆与市镇圣若姆合并为新的圣若姆。

## 地理
马恩河畔巴莱姆（47°49'17"N, 5°22'23"E）面积12.67 平方千米，位于法国大東部大區上马恩省，该省份为法国东北部内陆省份，北起马恩省和默兹省，西接奥布省，西南接科多尔省，东南接上索恩省，东临孚日省。
与马恩河畔巴莱姆接壤的市镇（或旧市镇、城区）包括：朗格勒、努瓦当沙特努瓦、勒帕伊、圣若姆、马恩河畔圣瓦利耶、沙兰德雷、科翁。

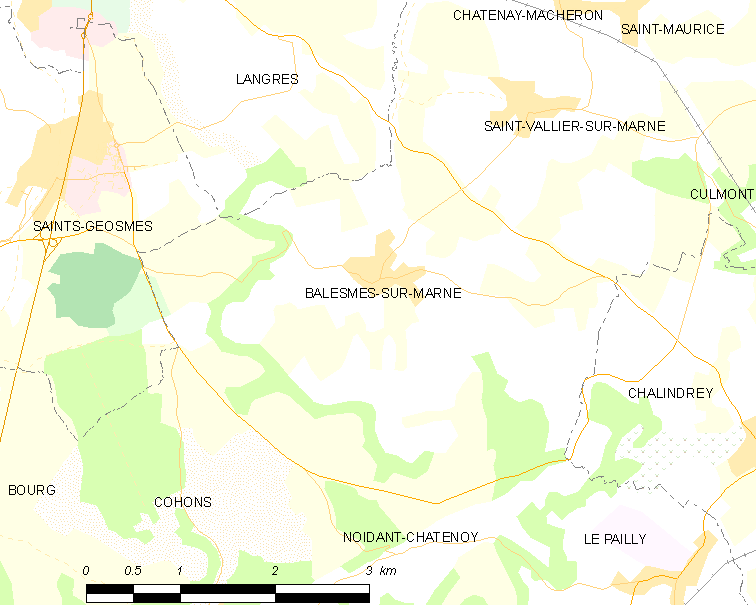
马恩河畔巴莱姆的OSM定位图

马恩河畔巴莱姆的时区为UTC+01:00、UTC+02:00（夏令时）。

## 行政
马恩河畔巴莱姆的邮政编码为52200，INSEE市镇编码为52036。

## 政治
马恩河畔巴莱姆所属的省级选区为朗格勒县。

## 人口

1962-2008年间马恩河畔巴莱姆人口变化图示

马恩河畔巴莱姆于2018年1月1日时的人口数量为237人。